# Кытан
Кытан (Китан) (? — 1095) — половецкий хан.

## Биография
Лингвист и тюрколог Н. А. Баскаков пишет, что имя этого хана происходит от названия монгольского племени киданей.
Вместе с другим ханом Итларём прибыл к Переславлю Южному на встречу с местным князем Владимиром Мономахом для заключения мирного договора (весна 1095). Сначала князь Владимир Мономах склонялся к миру и в аманаты дал хану Кытану, разбившему со своим отрядом лагерь у городских валов, своего сына Святослава. Прибывшие в город дружинники Славята и Ратибор уговорили затем князя убить послов.
После некоторых споров и колебаний Владимир Мономах согласился с доводами своих советников и направил ночью к лагерю Кытана дружинников и отряд торков. Те выкрали маленького Святослава, убили хана Кытана и всю его дружину. Убив в городе наутро хана Итларя, Владимир Мономах и великий киевский князь Святополк Изяславич пошли в Степь и разгромили вежи доверившихся им половцев.
Филолог А. И. Лященко предполагал, что Китан упоминается в «Слове о полку Игореве» в следующем фрагменте: «Всю нощь съ вечера босуви врани възграяху, у Плѣсньска на болони бѣша дебрь Кисаню, и не сошлю къ синему морю», а слово «Кисан» является искажением, возникшим в результате неоднократных переписываний исходного текста.